# Солокуча
Солокуча — річка в Білорусі, у Мозирському районі Гомельської області. Права притока Прип'яті, (басейн Дніпра).

## Опис
Довжина річки 25 км, похил річки 1,2  м/км, площа басейну водозбору 145  км². Формується багатьма безіменними струмками, загатами та частково каналізована.

## Розташування
Бере початок на південно-східній стороні від Козенки. Тече переважно на південний схід через Провтюки, Верхній Млинок, Нижній Млинок і впадає у річку Прип'ять, праву притоку Дніпра.
Населені пункти вздовж берегової смуги: Бабики, Митьки.

## Цікавий факт
- У селі Верхній Млинок річку перетинає автошлях Р37 (республіканські дороги Білорусі, Михалки — Наровля — Александровка).